# Деян Жеков
Деян Павлов Жеков е български театрален и филмов актьор, най-известен с ролята си на Христо Ботев във филма „Ботев“.

## Биография
Роден е на 31 май 1995 г. в Бургас. Завършва ПГРЕ „Г.С.Раковски“ в родния си град, след което постъпва в НАТФИЗ в класа на Маргарита Младенова. Играе в театрални постановки първоначално в Театрална работилница „Сфумато“, а след това във Врачанския и Ловешкия драматични театри. Изпълнява главна роля в постановките „Раната Филоктет“, „Сън в лятна нощ“, „Звездното дете“, „Идиот“, „Духът на Гогол“ и други. Печели награда за мъжка роля от Националния фестивал на малките театрални форми – „Враца 22“ за ролята си в спектакъла „Престъпление и наказание“. Играе главна роля във филма „Ботев“ на режисьора Максим Генчев от 2022 г.